# 뮤직 토크쇼 가요 1번지
《뮤직 토크쇼 가요 1번지》는 매주 화요일 오후 1시부터 KBS 1TV KBS 네트워크 특선, 저녁 7시 35분부터 KBS부산방송총국에서 방송했던 한국방송공사의 텔레비전 프로그램이다. 2018년 12월에 종영되었다.

## 방송 시간
| 방송 채널                        | 방송 기간                          | 방송 시간                              |
| -------------------------------- | ---------------------------------- | -------------------------------------- |
| KBS부산방송총국 (부산.경남 지역) | 2015년 2월 10일 ~ 2016년 4월 19일  | 매주 화요일 저녁 7:30 ~ 밤 8:25 (55분) |
| KBS부산방송총국 (부산.경남 지역) | 2016년 4월 26일 ~ 2018년 12월 11일 | 매주 화요일 저녁 7:35 ~ 밤 8:25 (50분) |
| KBS 본사 1TV (전 지역)           | 2015년 3월 10일 ~ 2016년 3월 8일   | 매주 화요일 오전 11:00 ~ 11:55 (55분)  |
| KBS 본사 1TV (전 지역)           | 2016년 3월 29일 ~ 2018년 12월 18일 | 매주 화요일 오후 1:00 ~ 1:50 (50분)    |

## 진행자
| 대수 | 진행자                         | 진행 기간                          |
| ---- | ------------------------------ | ---------------------------------- |
| 1대  | 조항조, 한서경, 임성환, 주선태 | 2015년 2월 10일 ~ 2018년 12월 11일 |

## 방송 목록(부산. 경남 지역 기준)

### 2015년
| 회차      | 방송일    | 제목(원제)                                 |
| --------- | --------- | ------------------------------------------ |
| 1회       | 2월 10일  | 그랜드오프닝                               |
| 2회       | 2월 17일  | 설특집 '고향'                              |
| 3회       | 2월 24일  | 굳세어라 금순아                            |
| 4회       | 3월 10일  | 돌아와요 부산항에                          |
| 5회       | 3월 17일  | 부산출신 천재작곡가 백영호                 |
| 6회       | 3월 24일  | 포크송 전성시대                            |
| 7회       | 3월 31일  | 마도로스 노래 편                           |
| 8회       | 4월 7일   | 야구와 응원가요                            |
| 9회       | 4월 14일  | 엘레지편                                   |
| 10회      | 4월 21일  | 청춘, 노래하다. 대학 그리고 강변가요제     |
| 11회      | 4월 28일  | 가요황제 남인수 편                         |
| 12회      | 5월 5일   | 동요편                                     |
| 13회      | 5월 12일  | 부르기만 해도 눈물 나는 그 이름, 어머니 편 |
| 14회(1부) | 5월 19일  | 작사가 정두수 편                           |
| 14회(2부) | 5월 26일  | 작사가 정두수 편                           |
| 15회      | 6월 2일   | 드라마 주제가편                            |
| 16회      | 6월 9일   | 한국전쟁과 이산가요편                      |
| 17회      | 6월 16일  | 부산가수열전 편                            |
| 18회      | 6월 23일  | 가요톱10편                                 |
| 19회      | 6월 30일  | 그룹사운드 편                              |
| 20회      | 7월 7일   | 전국노래자랑 편                            |
| 21회      | 7월 21일  | 여름! 그 노래! 편                          |
| 22회      | 7월 28일  | 대한민국 응원가 편                         |
| 23회      | 8월 4일   | 가수 남진 편                               |
| 24회      | 8월 11일  | 군인의 노래 편                             |
| 25회      | 8월 18일  | 트로트의 황제, 현철 편                     |
| 26회      | 8월 25일  | 극장쇼 편                                  |
| 27회      | 9월 8일   | 금지된 노래 편                             |
| 28회      | 9월 15일  | 부부의 노래 편                             |
| 29회      | 9월 22일  | 번안가요 편                                |
| 30회      | 10월 6일  | 싱어송라이터 편                            |
| 31회      | 10월 20일 | 여성포크싱어 편                            |
| 32회      | 11월 10일 | 한국의 록 편                               |
| 33회      | 11월 17일 | 아버지의 노래 편                           |
| 34회      | 12월 1일  | 영화 속 가요 편                            |
| 35회      | 12월 8일  | 트로트 편                                  |
| 36회      | 12월 22일 | 가수 안다성 편                             |
| 37회      | 12월 29일 | 그곳을 노래하다 편                         |

### 2016년
| 회차      | 방송일    | 제목(원제)                     |
| --------- | --------- | ------------------------------ |
| 38회      | 1월 5일   | 가수 설운도 편                 |
| 39회      | 1월 12일  | 가수 배호 편                   |
| 40회      | 1월 19일  | 원조 걸그룹 편                 |
| 41회      | 1월 26일  | 가수 문주란 편                 |
| 42회      | 2월 2일   | 만요 편                        |
| 43회      | 2월 16일  | 신민요 편                      |
| 44회      | 2월 23일  | 가요계 만용 엔터테이너 편      |
| 45회      | 3월 1일   | 추억의 컨트리송 편             |
| 46회      | 3월 8일   | 여자의 일생 편                 |
| 47회      | 3월 15일  | 노래방 편                      |
| 48회      | 3월 22일  | 리메이크 가요 편               |
| 49회      | 3월 29일  | 가수 태진아 편                 |
| 50회      | 4월 5일   | 성인가요 편                    |
| 51회      | 4월 12일  | 가수 전영록 편                 |
| 52회      | 4월 19일  | 가족 가수 편                   |
| 53회      | 4월 26일  | 캠퍼스밴드 편                  |
| 54회      | 5월 3일   | 가수 송대관 편                 |
| 55회      | 5월 10일  | 가요계 짝꿍 편                 |
| 56회      | 5월 24일  | 가수 이은하 편                 |
| 57회      | 5월 31일  | 트로트고고 편                  |
| 58회      | 6월 7일   | 오디션과 한류 편               |
| 59회(1부) | 6월 14일  | 6.25특별기획 <부산을 노래하다> |
| 59회(2부) | 6월 21일  | 6.25특별기획 <부산을 노래하다> |
| 59회(3부) | 6월 28일  | 6.25특별기획 <부산을 노래하다> |
| 60회      | 7월 5일   | 김상희와 라디오 시대           |
| 61회      | 7월 12일  | 작사가 반야월 편               |
| 62회      | 7월 19일  | 남자의 이별 편                 |
| 63회      | 7월 26일  | 동심가요 편                    |
| 64회      | 8월 2일   | 원곡의 발견 편                 |
| 65회      | 8월 23일  | 두 번째 전성기 편              |
| 66회      | 8월 30일  | 한국 블루스 편                 |
| 67회      | 9월 6일   | 작곡가 임종수 편               |
| 68회      | 9월 27일  | 포크의 부활 편                 |
| 69회      | 10월 4일  | 詩와 가요                      |
| 70회      | 10월 11일 | 고속도로 메들리 편             |
| 71회      | 10월 18일 | 가수 전인권 편                 |
| 72회      | 11월 1일  | 신세대 트로트 편               |
| 73회      | 11월 8일  | 가수 이난영 편                 |
| 74회      | 11월 15일 | 작곡가 박시춘 편               |
| 75회      | 11월 22일 | 가수 윤수일 편                 |
| 76회      | 11월 29일 | 가요대상 편                    |
| 77회      | 12월 6일  | 작사작곡가 조운파 편           |
| 78회      | 12월 13일 | 위문공연 편                    |
| 79회      | 12월 27일 | 노래가 위로다                  |

### 2017년
| 회차  | 방송일   | 제목(원제)                    |
| ----- | -------- | ----------------------------- |
| 80회  | 1월 3일  | 80년대 발라드 편              |
| 81회  | 1월 10일 | 가수 김정호 편                |
| 82회  | 1월 24일 | 포크, 서정과 저항사이         |
| 83회  | 1월 31일 | 작곡가 이호섭 편              |
| 84회  | 2월 7일  | 국악가요                      |
| 85회  | 2월 14일 | <희망가요> 편                 |
| 86회  | 2월 21일 | 가수 박재란 편                |
| 87회  | 2월 28일 | 가수 정훈희 편                |
| 88회  | 3월 7일  | 가수 김수희 편                |
| 89회  | 3월 21일 | 가수 김현식 편                |
| 90회  | 3월 28일 | 가수 윤시내 편                |
| 91회  | 4월 4일  | 가수 나훈아 편                |
| 92회  | 4월 11일 | 가수 진송남 편                |
| 93회  | 4월 18일 | 가수 금사향 편                |
| 94회  | 5월 2일  | 추억의 여고시절               |
| 95회  | 5월 16일 | 가수 김연자 편                |
| 96회  | 5월 23일 | 음악감상실 쉘부르 편          |
| 97회  | 5월 30일 | 가수 김도향 편                |
| 98회  | 6월 6일  | 90년대 발라드 편              |
| 99회  | 6월 13일 | 세기의 가수 현인 편           |
| 100회 | 6월 20일 | 가요 1번지, 기적의 100회 특집 |
| 101회 | 6월 27일 | 작곡가 김영광 편              |
| 102회 | 7월 4일  | 풍자의 시대를 노래한 양병집   |
| 103회 | 7월 11일 | 잔을 타고 흐르는 노래         |
| 104회 | 7월 18일 | 가요무대 편                   |
| 105회 | 7월 25일 | 가수 신형원 편                |
| 106회 | 8월 1일  | 한 여름의 디스코 편           |
| 107회 | 8월 8일  | 가수 최성수 편                |
| 108회 | 8월 15일 | 80년대 남성듀오               |
| 109회 | 8월 22일 | 남자의 노래                   |
| 110회 | 8월 29일 | 나는 트로트 가수다            |
| 111회 | 9월 5일  | 70년대 포크듀오               |
| 112회 | 9월 19일 | 정열의 리듬, 라틴             |

### 2018년
| 회차  | 방송일    | 제목(원제)                           |
| ----- | --------- | ------------------------------------ |
| 113회 | 2월 27일  | 노래는 나의 운명, 가수 김국환 편     |
| 114회 | 3월 6일   | 80년대 디바 첫 번째 민해경 편        |
| 115회 | 3월 13일  | 셋이어서 좋다, 트리오 편             |
| 116회 | 3월 20일  | 70년대 하이틴 스타 김만수, 진미령 편 |
| 117회 | 3월 27일  | 별들의 귀환-이재성                   |
| 118회 | 4월 10일  | 남과 북, 함께 부르는 노래            |
| 119회 | 4월 17일  | 라이브 카페 - 가수 박강성 편         |
| 120회 | 4월 24일  | 고고클럽과 그룹사운드                |
| 121회 | 5월 1일   | 봄을 노래하다                        |
| 122회 | 5월 15일  | 별들의 귀환-강애리자                 |
| 123회 | 5월 22일  | 영원한 소울디바, 임희숙              |
| 124회 | 5월 29일  | 나를 울리는 목소리                   |
| 125회 | 6월 5일   | 선거 송                              |
| 126회 | 6월 19일  | 70년대 디바_ 장미화                  |
| 127회 | 6월 26일  | 80년대 디바 2                        |
| 128회 | 7월 3일   | 대중을 노래하다, 작곡가 장욱조       |
| 129회 | 7월 10일  | 변사 전성시대 , 변사 최영준          |
| 130회 | 7월 17일  | 팝페라_편                            |
| 131회 | 7월 24일  | 90년대 발라드 2탄                    |
| 132회 | 7월 31일  | 작곡가 박성훈 편                     |
| 133회 | 8월 7일   | 여름특집 버스킹 편                   |
| 134회 | 8월 14일  | 희로애락을 노래하다                  |
| 135회 | 9월 4일   | 포크, 낭만을 소화하라                |
| 136회 | 9월 11일  | 시대를 담은 가사                     |
| 137회 | 9월 25일  | 뭉치면 뜬다! 컬래버레이션            |
| 138회 | 10월 2일  | 인생은 트로트처럼                    |
| 139회 | 10월 9일  | 록 기타리스트                        |
| 140회 | 10월 16일 | 가요와 노래교실                      |
| 141회 | 10월 23일 | 가을 소나타                          |
| 142회 | 10월 30일 | 한국의 재즈                          |
| 143회 | 11월 6일  | 삼박자의 힘                          |
| 144회 | 11월 13일 | 결혼 축가                            |
| 145회 | 11월 20일 | 한국의 춤꾼                          |
| 146회 | 11월 27일 | 하이틴 스타                          |
| 147회 | 12월 4일  | 판타스틱 4 (가요1번지 MC편)          |
| 148회 | 12월 11일 | 가요1번지 (마지막회)                 |

## 동 시간대 경쟁 프로그램
- 생방송 여기는 정보센터 (KNN)